# Смирнов, Дмитрий Александрович (футболист, 1969)
Дми́трий Алекса́ндрович Смирно́в (14 августа 1969) — советский и российский футболист, полузащитник.

## Биография
Первый клуб — «Динамо» Москва (1987—1991). За главную команду не играл, за вторую провёл 76 матчей, забил 6 мячей во Второй лиге. Последнее первенство СССР провёл в рижской «Пардаугаве», которая заняла последнее, 22 место в первой лиге — сыграл 35 матчей, забил 3 гола. В следующем году провёл 5 матчей за симферопольскую «Таврию», ставшую первым чемпионом Украины. После возвращения в Россию играл в клубах низших дивизионов: «Шинник» Ярославль (1992—1993), «Вымпел» Рыбинск (1993), «Техинвест-М» Московский / МЧС Селятино (1994—1997). В сезоне 1997/1998 выступал за азербайджанский «Кяпаз», в составе которого стал чемпионом страны. Последняя команда — «Сатурн»-2 — дублирующий состав раменского «Сатурна» (1999).